# Guido Maria Brera
Guido Maria Brera (Roma, 27 agosto 1969) è un dirigente d'azienda e scrittore italiano. Ricopre il ruolo di Chief Investment Officer per l'asset management di Kairos Partners SGR S.p.A, ed è co-fondatore ed azionista di minoranza del gruppo Kairos.

## Biografia
Nato a Roma da padre di origini napoletane, cresce nel quartiere San Saba dove il padre lavora come impiegato di banca e la madre casalinga. Si laurea all'Università degli Studi di Roma "La Sapienza" per poi trasferirsi prima a Milano nel 1994 e successivamente a Londra. 
Nel 1994 ha cominciato il suo percorso professionale all’interno del Gruppo Fineco, dove ha ricoperto il ruolo di gestore del fondo Cisalpino Bilanciato e del fondo Cisalpino Indice. In seguito è stato responsabile del proprietary trading di Giubergia Warburg. 
Studioso e grande estimatore delle teorie economiche di Federico Caffè, nel 1999 diviene co-fondatore e amministratore del gruppo Kairos che opera nel settore del private banking e dell'asset management.

## Letteratura
Nel 2014 esce I diavoli, il primo romanzo con tinte autobiografiche, dove il finanziere italiano Massimo Ruggero che vive a Londra da 20 anni viene cresciuto professionalmente dallo spietato uomo d'affari Derek Morgan. Nel 2020 Sky Italia e Lux Vide hanno prodotto l'omonima serie televisiva che ripercorre la trama del libro con protagonisti Patrick Dempsey e Alessandro Borghi in cui fa un breve cameo nel quinto episodio della prima stagione. Nel 2021 viene confermata la seconda stagione della serie nel quale verrà approfondito il tema Brexit.
Nel 2015 è tra i promotori, insieme a Elisabetta Sgarbi e Umberto Eco, della fondazione della casa editrice La nave di Teseo.
Nel 2017 scrive in collaborazione con Edoardo Nesi il libro Tutto è in frantumi e danza, edito da La nave di Teseo, in cui vengono ripercorsi gli eventi principali riguardanti l'avvento della globalizzazione, passando attraverso la crisi finanziaria del 2008 e il conseguente fallimento della banca Lehman Brothers, nonché il referendum Brexit e le elezioni presidenziali statunitensi del 2016.
Nel 2021 esce il terzo romanzo dal titolo Candido, scritto in collaborazione con il collettivo i Diavoli da lui stesso fondato, in cui viene raccontata la precaria realtà nel mondo dei rider impegnati nel servizio di consegna a domicilio. Nell'Aprile 2022 pubblica Dimmi cosa vedi tu da lì. Un romanzo keynesiano il suo quarto romanzo e il primo con Solferino, casa editrice appartenente al Corriere della Sera. Contemporaneamente all'uscita del suo quarto romanzo, esce su Sky Atlantic la seconda stagione di Diavoli.

## Vita privata
Sposato dal 2014 con la conduttrice televisiva Caterina Balivo dalla quale ha avuto i due figli Guido Alberto e Cora, si divide tra Londra, Milano e Roma, dove vive proprio con la famiglia. Ha avuto altri due figli da un precedente matrimonio.

## Opere
- I diavoli, Milano, Rizzoli, 2014 ISBN 978-88-17-07934-1.
- Tutto è in frantumi e danza, Milano, La nave di Teseo, 2017 ISBN 978-88-93-44185-8.
- La fine del tempo, Milano, La nave di Teseo, 2020 ISBN 978-88-93-44807-9.
- Candido, Milano, La nave di Teseo, 2021 ISBN 978-88-34-60417-5.
- Dimmi cosa vedi tu da lì. Un romanzo keynesiano, Solferino, Milano, 2022 ISBN 9788828207443